# Poucques
Poucques, en néerlandais Poeke, est une section de la commune d'Aalter située dans la province de Flandre-Orientale en Belgique. C'était une commune à part entière avant la fusion des communes de 1977.

## Démographie

### Évolution démographique
- Sources : INS, Rem. : 1831 jusqu'en 1970 = recensements, 1976 = nombre d'habitants au 31 décembre[3].

## Château de Poucques
Le château actuel a été édifié au XVIIIe siècle sur les ruines de l'ancien château féodal détruit par Philippe le Bon en 1453.

## Héraldique
|  | Une variante fait apparaître un aigle bicéphale. Blasonnement : Parti, le premier de sinople chargé d'une aigle d'or membrée et becquée de gueules, le second d'or chargé d'un lion rampant de sable armé et lampassé de gueules. Source du blasonnement : Heraldy of the World. |

## Personnalités liées à la commune
Poucques a donné son nom à une famille de la noblesse qui s'est perpétuée au fil du temps. Au début du XVIIIe siècle, Antoine-Joseph de Poucques, chevalier, est seigneur de Beauriez. Il a épousé Marie-Catherine du Chasteau. Leur fils Nicolas-Joseph de Poucques, chevalier, seigneur de Beauriez, est créé le 26 mai 1728 trésorier de France au bureau des finances de la généralité de Lille, et le reste jusqu'en 1756. Il meurt en 1758, sans avoir été marié.

### Famille de Preudhomme
La famille de Preudhomme puis de Preudhomme d'Hailly  puis de Preudhomme d'Hailly de Verquigneul, alliée aux grandes familles de Flandre et d'Artois, a longtemps possédé la terre de Poucques.
- Un ancêtre de la famille a été armé chevalier par Saint Louis au XIIIe siècle.
- Jean de Preudhomme a servi le duc de Bourgogne Philippe le Bon au XVe siècle en qualité d'échanson.
- Allard de Preudhomme a également servi Philippe le Bon en tant que panetier (chargé du service de bouche).
- Jean de Preudhomme était écuyer, chevalier et chambellan de Jeanne de Castille, mère de Charles Quint.
- Henri de Preudhomme, baron de Poucques, vicomte de Nieuport est fait chevalier par l'archiduc Albert d'Autriche en 1605. Il est l'arrière-grand-père d'Albert Constant de Preudhomme d'Hailly de Verquigneul fait chevalier et marquis en 1756.
- Pierre de Preudhomme d'Hailly, chevalier de Malte  et capitaine d'une compagnie de cent cavaliers au service d'Espagne est tué en 1642.
- Jean-François de Preudhomme d'Hailly, baron de Poucques, capitaine d'une compagnie d'infanterie puis lieutenant-colonel d'un régiment d'infanterie allemande meurt à la bataille de Rocroi en 1643[6].
- Jean de Preudhomme d'Hailly, seigneur de Neufville est baron de Poucques fin XVIe - début XVIIe siècle. Son frère Henrie de Preudhomme d'Hailly est seigneur de Laoulte[7].